# Lori (sångare)
Lori, egentligen Loreta Kaçka, född 26 maj 1983 i Korça, är en albansk sångerska.

## Biografi
Lori föddes i staden Korça i södra Albanien. Redan i tidig ålder började hon sjunga och vid 5 års ålder deltog hon i barnfestivalen (Fest Fëmijesht) i Korça med låten "Tring zilja". Hon studerade vid gymnasiet i Durrës. Hon har släppt 4 livealbum och därefter 3 studioalbum. I tävlingen Disku i Artë har hon slutat på en tredjeplats en gång. Lori har även lyckats med att nå en tredjeplats Polifest. 2007 ställde hon upp i Kënga Magjike 9 med låten "Amerika". Hon lyckades dock inte ta sig vidare från semifinalen. År 2011 släppte hon singeln "Pse" (varför?). Samma år släppte hon även låten "E ndjej mungesën tënde". Tillsammans med Blero släppte hon, också under år 2011, singeln "Kthehu sonte". År 2012 släppte hon singeln "S'rezistoj" som följdes upp av nästa singel, "Për ty jetoj" samma år. Under sommaren 2012 släpptes låten "Nusja jonë". Loris fjärde singel 2012 blev "Nuk mundem" och den femte blev "Shqipëria nëna ime".

## Diskografi

### Album
- Mendo
- Dua
- E si ta them
- 2004 – Veç i imi
- 2007 – Profiter në dashuri
- 2010 – Nuk je ti
- 2011 – Për ty

### Singlar (i urval)
- 2007 – "Amerika"
- 2011 – "Pse"
- 2011 – "E ndjej mungesën tënde"
- 2011 – "Kthehu sonte"
- 2012 – "Nusja jonë"
- 2012 – "S'rezistoj"
- 2012 – "Për ty jetoj"
- 2012 – "Shqipëria nëna ime"